# 데브쉬르메

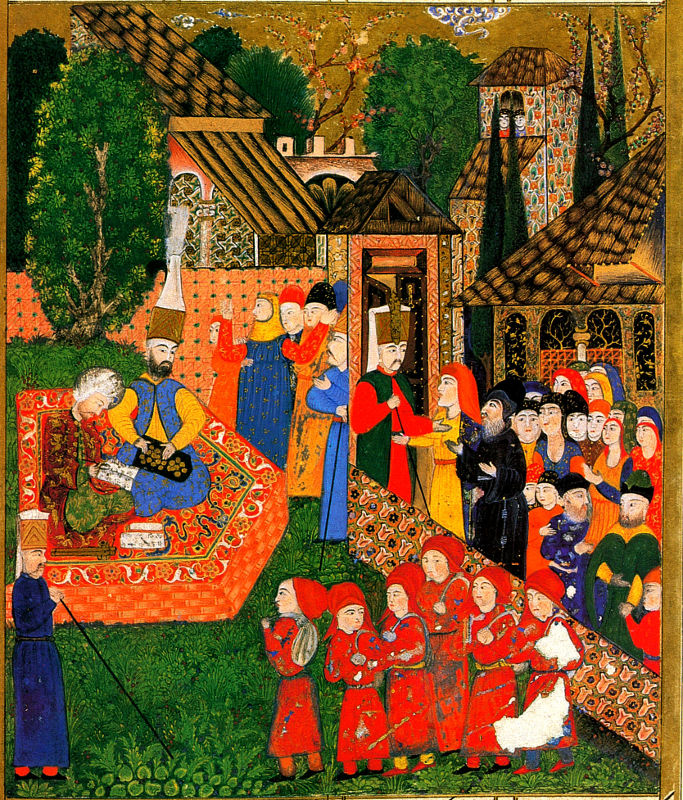
오스만 관리와 그의 보좌관이 devşirme에 기독교 소년을 등록하는 상황을 나타낸 그림. 관리는 차출된 소년들의 의복과 이들을 이송하기 위한 비용을 세금에서 충당하고, 보좌관은 소년들의 출신(마을, 지방 등)과 혈통, 생년월일 및 외모를 기록한다. 오스만 미니어처 그림, 1558년.

데브쉬르메 [a] (오스만 터키어:دوشيرمه 일반적으로 "아동할당세"또는 "혈통세"로 번역됨) 발칸반도 내 기독교인의 아들을 제국의 군인과 관료로 육성하기 위해 강제로 모집하는 오스만 제국의 관행이었다. 이 제도에 대한 서류상의 언급은 1438년에 처음 등장했지만 아마도 더 일찍 시작되었을 것으로 보인다. 이 제도를 통해 술탄은 자신에게 절대적으로 충성할 파벌을 형성하였는데, 군인과 관료로 구성된 이 파벌은 간간히 술탄에게 반대의사를 표명하던 터키의 귀족층을 견제하는 역할을 수행해, 군주의 권력을 공고히 하였다. 데브시르메를 통해 양성된 이들은 15세기부터 17세기까지의 대재상을 독식하기도 했다. 또한 동시대에 오스만 제국의 총독, 군지휘관 및 중앙 정부의 고위 관료인 디반의 대부분을 배출했다.
오스만 군인들은 8세에서 20세 사이의 기독교도인 남성을 동유럽에서 차출해 수도인 이스탄불로 재배치하여 훈련받도록 하였다.  대부분의 인원들이 부모로부터 강제적으로 차출되었다는 사실로 인해 이는 비판의 대상으로 여겨졌고, 따라서 데브쉬르메 제도는 해당 지역의 거주민들에게 반발을 샀다. 한편, 일부 기독교도 가정들은 해당 제도의 대상이되는 아이들이 정부의 요직을 차지할 것을 알았으므로 자발적으로 그들의 아들을 데브쉬르메 제도에 등록하기도 했는데, 이러한 경향성은 알바니아인과 보스니아인에게서 보다 두드러지게 나타났다.   신병이 된 소년들은 실제로도 그들의 사회적 지위를 이용해 자신의 가족을 지원하기도 했다. 등록된 아이들은 신앙을 이슬람으로 개종할 것을 종용받았다. 한편, 해당 제도는 일부 예외적인 경우를 제외하고 보편적으로는 이슬람교도를 상대로는 모집하지  않았는데, 그럼에도 일부 이슬람교도 가정은 자신들의 자식을 불법적으로 등록하기도 했다.
많은 학자들은 데브쉬르메 관행이 이슬람 율법에 어긋나는 것으로 여긴다.   영국의 역사학자인 데이비드 니콜은 기독교 소년의 노예화가 이슬람의 율법에 의해 보장되는 딤미의 권리를 침해한 것이라고 서술한다.  그러나 할릴 이날즉은 데브쉬르메의 관행이 등록된 이들이 이슬람교도가 된 이상, 노예화로 볼 수 없다고 주장한다. [c]
소년들은 정규 교육을 받았고 과학, 전쟁 및 관료 행정의 분야에 대해 훈련을 받았으며 술탄의 보좌관, 예니체리, 장교, 재무관과 같은 직위를 받았다. 그들은 개인의 성향에 따라서 진출할 분야가 나뉘었고, 해당 진로에서 능력에 따라 승진할 수 있었다. 따라서 가장 재능있는 사람(ichoglani)는 제국 행정부 최고위직에 배정받도록 훈련되었다. 이외의 인원들은 군인이 되었으며, 이 중에서는 그 유명한 예니체리로 선발된 이들도 있었다.
오스만 군인들이 기독교도 가정의 아들보다는 자신의 아들이 군대에 모집되는 것을 더 선호함에 따라 관행은 붕괴하기 시작했다. 1594년에 이르러서 무슬림은 공식적으로 데브쉬르메에 등록될 자격을 획득할 수 있었고, 기독교도에 대한 인원 차출은 1648년에 사실상 중단되었다. 1703년에 해당 관행을 다시 유효하게 하고자 했던 시도는 군관의 요직을 차지하고자 한 오스만의 관료들에 의해 와해되었다. 마침내 아흐메트 3세의 통치 초기에 데브쉬르메의 관행이 공식적으로 폐지되었다.

## 역사
데브쉬르메의 기원은 오스만 제국 초기에서부터 발달해 술탄 바예지드 1세의 치세에서 완성된 노예제인 kul(수행원)에 있다. kul은 전쟁에서 획득한 포로, 인질들과 국가에 의해 구매된 노예들로 구성되어있었다. 술탄 무라트 1세 이후로, 제국은 튀르크계 귀족의 세력을 견제할 수 있고, 기존의 군대와 독립적으로 오로지 술탄에게만 충성하는 군대를 편성할 필요성을 느꼈다. 따라서 술탄의 직속군대가 편성되었고, 기병과 보병으로 구성된 이들은 Kapıkulu Ocağı(관노)로 불리었다. [b] 술탄의 직속군인 이들 중에서 기병은 '관노 기마대'라는 뜻에서  Kapikulu Sipahi(스파히)로, 보병은 '신규군'이라는 뜻에서 Yeni Çeri(예니체리)로 명명되었다.
이 군대가 새로이 편성되었을 때, 이들은 전쟁의 과정에서 노획한 노예들로 그 인원을 충당하였다. 그러나 머지않아 데브쉬르메라고 불리는 방식이 기존의 병력 충원 방식을 대체하였다. 이 방식은 발칸 반도 내의 교외 지역에 거주하는 기독교도 소년들을 청소년기에 접어들기 이전에 징집하여 이슬람교도로 개종시켰다. 청소년기에 이르러 이 소년들은 궁정, 군대, 교단 등 제국의 근간이 되는 기관들 중 한 곳으로 배정되어 보다 심화된 교육을 받았다. 군대에 배정된 아이들은 예니체리의 일원이 되거나 제국의 다른 군대에 소속되었다. 한편, 가장 소질이 있다고 판단된 아이들은 궁정 학교인 'Enderûn Mektebi'로 보내졌는데, 여기서 교육받은 아이들은 중앙 정부의 관료가 되었고, 동시에 능력에 따라서 국가의 최고위직인 대재상에 진급할 수도 있었다.
데브쉬르메(paidomazoma)라는 단어가 직접적으로 언급된 초기 그리스 문서는 1395년 2월 28일에 테살로니카 지역의 이시도르 대주교의 연설로, "술탄의 명령에 따른 아동 납치와 이 만행에 대한 미래의 심판"이라는 제목의 연설이다. 해당 연설에는 소년을 대상으로 행해지는 폭력적인 개종작업 대한 언급과 개와 매를 이용한 고된 훈련 과정에 대한 내용 등이 포함되었다.
데브쉬르메에 대한 또 다른 언급은 로아네스 악사이오리스라는 시인이 카를 5세에게 튀르크족 치하의 기독교도들의 해방을 호소하며 1550년에 작성한 그리스어 시에 있으며, 해당 시의 본문은 'Codex Vaticanus Graecus 1624'에 있다. 한편, 1646년에 히오스섬의 주교는 로마에 위치한 수도원의 수도원장에게 파울로스 오메로스라는 12세 소년을 데브쉬르메에 징집되는 것을 피하기 위해서 받아줄 것을 간청하는 서신을 작성한 기록이 있다.

## 데브쉬르메의 일생
신병으로 징집되는 소년들의 이상적인 연령은 8세에서 10세 사이로 여겨졌고, 8세 미만의 아이를 대상으로 한 징집은 금지되었다. 모집된 아이들은 şirhor(젖먹이)와 beççe(어린이)로 불렸다. 한편, 데브쉬르메는 간간히 징집 지역인 발칸 반도 내 주민들의 저항을 마주해야 했다. 심지어 1565년에 알바니아에서는 오롯이 데브쉬르메에 대한 반감에 기인한 반란도 있었다. 많은 수의 사료에서 자신의 아들이 징집되지 않도록 온갖 수단을 동원하는 기독교도 부모들의 모습을 확인할 수 있다. 이는 징집관에게 뇌물을 준다거나, 12세밖에 안된 아이를 장가를 보내는 등의 모습도 관찰되며, 심지어 거세를 하거나 부자가 이슬람으로 개종하는 등의 모습도 찾을 수 있다. 반면에 데브쉬르메를 통해 국가의 고관대작이 될 기회가 아이들에게 제공될 것이라는 기대감에 징집되기를 바라는 가정도 있었던 것으로 보인다. 일례로 보스니아 지역의 기독교도 부모들이 자신들의 아이가 징집되도록 관리에게 뇌물을 건넨 사실이 있다.
비록 메흐메트 2세의 통치 시기까지는 튀르크족 귀족층이 정계에 간섭하는 현상이 계속되었지만, 데브쉬르메를 통해 등용된 이들이 점진적으로 관직에 진출하며 독자적인 계층을 구성하기에 이르렀다. 이 계층의 구성원들은 모두가 징집된 아이들 가운데 가장 영특한 이들만을 골라내 궁정 학교인 엔더룬에서 교육을 받았다. 그들은 술탄의 원정에 필히 동참해야했지만, 이로 인해 그들이 부담해야하는 추가적인 위험은 보상받을 수 있었다. 칼레미예(Kalemiye)라고 불리는 서기직에 종사한 이들도 능력만 있다면 상당히 높은 직위에 이를 수 있도록 하였다. 종교 기관인 일미예(ilmiye)에 배정된 이들은 국교인 수니파 이슬람교의 성직자가 되었으며, 이들은 수도 혹은 제국 전반에 파견되어 중앙 정부의 지배력을 공고히 하도록 했다.
장 바티스트 타버니어(17세기의 여행가)는 1678년에 예니체리에 대해 군대보다는 교단에 더 가까운 조직이라고 기록했다.  Tavernier가 추가로 언급했듯이 조직의 구성원은 결혼을 금지하지 않았지만 매우 드문 경우였습니다. 그는 더 나아가 예니체리의 구성원 수가 계속해 증가하며 10만 명까지 이른 것은 기존의 규율이 무너지며 나타난 것으로 보고, 질적 하락을 감추기 위한 양적 증대라고 보았다. 그는 대부분의 구성원들이 면세권을 비롯한 각종 특권만을 노린 "가짜" 예니체리들이라고 비판했다. 제국의 최전성기를 이끌었던 쉴레이만 1세 치하에서 예니체리의 인원은 3만 명보다 적었던 것을 고려하면 그 규모가 필요에 비해 지나침을 알 수 있다. 1650년대에 이르러 이들의 규모는 5만 여명이나 되었으나, 이 즈음에 이르러 데브쉬르메는 예니체리 군단의 병력 충원 수단으로 작동했다고 보기는 어렵다. 일부 부모는 예니체리 군단에 등록됨에 따라 아이에게 더 좋은 인생을 살 기회가 주어짐을 알고 자발적으로 아이를 바치기도 했으며, 한편으로는 일부 무슬림 가족이 징집을 담당하는 관리로 하여금 자신들의 아이를 데려가도록 하여 가문의 번영을 누리고자 하는 행태를 보이기도 했기 때문이다.
하지만 대부분에게 있어, 자신의 아들이 강제로 차출되는 경험은 분명히 청천벽력과 같은 경험이었을 것이다. 이피로스 지역의 전통적인 민요는 제국의 통치자인 술탄에 대한 저주와 아이를 납치하는 것이 그 본질인 데브쉬르메에 대한 경고를 날리고 있다.
Be damned, O Emperor, be thrice damned

심판받을지어다, 오 황제여, 심판받을지어다

For the evil you have done and the evil you do.

네가 행해온 죄악과 네가 행하는 그 죄악으로 인해

You catch and shackle the old and the archpriests

너는 노인과 주교들에게 족쇄를 채웠지

In order to take the children as Janissaries.

아이들을 네 노예로 강탈하기 위해

Their parents weep and their sisters and brothers too And I cry until it pains me;

그들의 부모형제는 피눈물을 흘리고, 나 역시 아픔에 울부짖는다네

As long as I live I shall cry,

난 눈을 감을 때까지 울부짖으리

For last year it was my son and this year my brother.

작년에는 내 아들의, 올해는 내 형제의 차례였으니— 작자 미상, 

BBC는 데브쉬르메에 대해 다음과 같이 평한다. "데브쉬르메로 임해 형성된 이 계층의 모두가 서류상으로는 노예의 신분이지만, 그럼에도 이들의 술탄에 대한 절대적인 충성심과 이들이 술탄에게 제공하는 효용성으로 인해 제국을 통틀어 매우 중요한 요소였다. 이 독특한 지위는 이 '노예'들에게 부와 명예를 가져다 주었다. "

## 이슬람 법에 따른 지위
학자들은 데브쉬르메 관행을 오스만 제국의 국교인 이슬람교의 율법에 명백하게 위배되는 것으로 여긴다. 데이비드 니콜은 기독교도 소년들이 해당 관행하에서 거친 일련의 과정을 "손쉽게 진행된 노예화"로 표현했으며, 이은 율법에 따라 책의 사람들에게 보장된 딤미 보호를 위반한 것이라고 표현했다.  데브쉬르메는 앞서 서술한 바와 같이 대상이 된 아이들에게 강제적인 개종이 이루어졌는데, 이마저도 율법에 어긋나는 것이었다.   한편, 이는 터키 역사가 할릴 이날즉이 주장하듯, 소년들이 무슬림이 된 이후에 받는 대우를 고려하면 노예로 보는 것은 정당하지 못하다고 보는 입장도 있다. [c]
일부 학자들은 초기 오스만 제국이 이슬람 율법에 큰 관심이 없었기에 데브쉬르메가 지닌 문제점을 파악하지 못했을 것이라고 지적하기도 한다. 실제로 해당 기간동안에 오스만은 술탄에 의해 발효되는 법인 카눈이 정통 율법인 샤리아에 우선할 수 있다고 여겼다. 따라서 오스만의 법률가들은 데브쉬르메 역시 술탄의 의지가 샤리아에 우선한 하나의 사례로 여겼을 뿐이었다(또 다른 사례로 이자를 들 수 있다. 샤리아는 이자의 개념 자체를 부정했지만 오스만에는 법정이자율에 대한 법이 있다.). 제임스 겔빈은 오스만의 법학자들이 샤리아에 대한 해석을 하는데 있어서 창의적인 접근법을 이용했기에 해당 관행이 문제되지 않는다 주장했다. 샤리아가 금한 기독교도의 노예화는 이슬람 성립 이전의 기독교도에 한해서 해당하는 것이므로, 이슬람교 성립 이후에서야 기독교에 편입된 발칸 제도의 기독교인들은 샤리아에서 가리키는 책의 사람들이 아니라는 것이다. 윌리엄 클라렌스-스미스는 겔빈의 논증은 오스만 제국이 주장하는 자신들의 율법 관념에 부합하지 않으므로 위와 같은 정당화는 부적절하다고 지적했다.
현대의 오스만 연대기 작가들은 해당 관행에 대해 엇갈린 의견을 가지고있다. 16세기의 오스만 역사가인 무스타파 알리는 데브쉬르메가 샤리아를 위반한 관행임을 인정했지만, 유지할 필요가 있다고 여겼다. 다른 이들은 지도자에게는 승전 후 전리품의 2할을 차지할 권리가 있고, 이를 기독교도 소년들을 대상으로 행사한 것이라고 주장했다. 그러나 이슬람 율법에 의하면 자발적으로 항복한 공동체에 대해서는 승자가 전리품을 약탈하지 못하도록 하였으며, 더 나아가 그 공동체의 후손들에게 그러한 권리를 행사할 수 있다고 볼 여지는 없다.

## 데브쉬르메의 민족성 및 면제
데브쉬르메는 동유럽, 남동부 유럽 및 아나톨리아지방의 시골에서 4~5년에 한 번씩 징집되었다. 그들은 소수의 예외적인 경우를 제외하고는 주로 기독교 공동체에서 징집되었다. 그러나 일부 무슬림 가족은 자신들의 아들로 하여금 징집대상에 포함되도록 하는데 범법행위를 저지르기도 했다. 제국의 주요 거점이 되었던 대도시는 징집 인원이 할당되지 않았으며, 경제에 악영향을 끼칠 것을 우려하여 징집 인원이 할당된 공동체라 할지라도 장인들의 자제는 징집대상에서 면제되었다.
버나드 루이스에 따르면 예니체리는 주로 "발칸 반도의 슬라브 및 알바니아 인구"에서 징집되었다. 브리태니커 백과사전과 이슬람 백과사전에 따르면, 제국 초기에 징집은 모든 기독교 공동체에 무차별적으로 이루어졌다. 추후에는 알바니아, 보스니아 및 불가리아 출신이 선호되었다. 그리스인, 알바니아인, 불가리아인 및 남부 슬라브인을 주된 징집대상으로 삼은 데에는 이러한 민족 집단이 북서부 아나톨리아 지방과 남부 발칸 지방에서 오스만 제국에 대한 반발이 가장 심하다는 것이 원인으로 작동했다.  한편, 데브쉬르메로  등용된 오스만족의 잘 알려진 예로는 스컨데르베우, 시난 파샤 및 소콜루 메흐메트 파샤 등이 있다.
반면, 유대인 공동체 역시 징집의 대상에서 배제되었다. 아르메니아인 들은 또한 많은 학자들에 의해 징집에서 면제된 것으로 믿어지고 있지만, 15세기에서 17세기까지 아르메니아에서 제조된 콜로폰과 당시 외국인 여행자를 검토한 1997년의 연구는 아르메니아인이 면제되지 않았다고 결론지었다.   한편, 고아 및 가족의 외아들인 소년은 징집에서 면제되었다.

### 종합 평가
데브쉬르메를 통해 고위 관직자 구성에 보장된 민족적 다양성은 오스만 제국을 분열로부터 방지하는 작용을 했다. 제국의 소수 민족들은 비록 술탄은 튀르크족이 독점하지만 종종 그의 재상을 비롯한 다수의 각료들이 자신과 같은 민족 출신인 경우가 있었기 때문이다. 따라서 제국이 확보한 각료의 인종적 다양성은 치하의 다양한 집단을 통합하는데 도움이되었다. 또한 데브쉬르메로 양성된 정치적 파벌은 튀르크계 귀족의 문벌을 효과적으로 견제하여 술탄의 권위를 공고히했으나, 한편으로는 술탄의 권위를 파벌의 이익이 되도록 남용하는 결과를 낳기도 했다.

## 궁정 학교와 데브쉬르메
톱카프 궁전에 위치한 궁정 학교의 주된 목표는 징집된 아이들 가운데 유능한 이들을 골라내어 제국을 위해 봉사할 군관이나 [[바지르|고관]]으로 키워내는 것이었다. 비록 오스만 제국의 궁정 학교가 아바스 왕조 및 셀주크 왕조와 같은 이전 문명, 또는 르네상스 시대에 존재했던 궁정 학교와 많은 부분에서 유사점을 발견할 수 있지만, 오스만 제국의 궁정학교인 엔더룬(오스만 터키어:اندرون مکتب)은 학생 단체에 대한 존중이나 능력주의에 기반한 체계를 갖추었다는 점에서 특징적이다. 인원을 모집하는 단계에서, 아이들은 제국 내 기독교도 인구들 가운데에서 선발되어 [[수니파|이슬람교도]]로 개종되었다. 유대인과 롬인은 일반적인 이슬람교도가 그러했듯이, 징집 대상에서 배제되었다.
발칸 반도에서 징집 대상인 아이들을 솎아내기 위해 제국은 해당 업무를 맡을 정찰병들을 따로 훈련시켰다. 이 정찰병들은 각각의 아이가 지닌 능력을 교과목, 인성, 신체적 특성에 견주어 모집했다. 신병의 경우 10대인 아이를 이상적인 나이대로 여겼다. 한편 외아들이나 고아인 아이들은 모집에서 면제되는 요건으로 인정되었으며, 터키어를 구사할 줄 모르는 동시에 수공업이나 무역과 같은 특수 분야에 대한 지식도 없어야했다. 이러한 조건은 신병들이 강한 가족적 가치를 지니고 있음을 보장하고, 동시에 수공업자나 상인의 인원을 징집하여 생길 경제적 손실을 예방하기 위함이었다. 메메트 레픽 태수는 신체적 결함이 있는 청소년은 아무리 사소할지라도 결격 사유로 여겨진다고 언급했다.  이는 건강한 신체만이 올곧은 정신이 자라날 토대가 될 수 있다고 튀르크족이 믿었기 때문이다.
선택된 아이들은 수도인 이스탄불까지 공출되는 과정에서 쉬이 이탈할 수 없도록 붉은 옷을 입게 했다. 한편, 이 아이들이 공출되어가는 일련의 과정에서 나오는 비용은 아이들이 속했던 마을 공동체에게 부과했다. 소년들은 100여명 규모의 집단으로 구성되어 이스탄불까지 걸어서 이동했으며 이스탄불에 당도하면 [[포경 수술]]을 받고 궁정 학교의 교육을 받을 집단과 군사적 훈련을 받을 집단으로 나뉘었다. 왕궁에 입성하지 못한 아이들은 아나톨리아 반도에 위치한 농장에서 고된 노동을 하며 입대하기에 적절한 나이가 될 때까지 신체적 역량을 키우도록 만들어졌다.
선발된 아이들 가운데 유달리 총명한 아이들은 아나톨리아 반도에 거주하는 무슬림 가정으로 보내져 문화적응을 끝마치도록 했다. 아이들은 보내진 가정에서 6,7년 정도 생활하면서 해당 지역의 학교를 다니며 장교가 되기 위한 기초 소양을 다졌다. 이렇게 성장한 이들은 추후에 파샤가 되어 제국 행정부에 종사하며 대중의 존경을 받게 될 것이다.

## 쇠퇴
역사가인 Cemal Kafadar가 분석한 데브쉬르메의 주된 쇠퇴 원인은 시파히 기병 부대의 줄어드는 전략적 효용성에 있다. 현대전의 요소인 화기와 보병의 중요성 증대에 따라 기병은 군의 전투력 증진에 큰 유용성을 보이지 못했고, 이로 인해 생기는 전투력의 공백을 메꾸기 위해 예니체리 군단의 규모를 늘려야했다. 실제로 예니체리 군단은 데브쉬르메로 인해 제국의 군대에서 단일 병종으로 이루어진 최대 규모의 군단이었다. 그 결과 16세기 말에 이르러 예니체리 군단의 규모 유지를 위해 이슬람교도를 대상으로한 모병이 불가피했고, 이는 데브쉬르메의 엄격하고 소모적인 방식은 머지않아 버려졌다.
1632년에 예니체리는 무라트 4세에게 대항해 쿠데타를 일으켰다 실패했고, 술탄은 이에 대한 대응으로 예니체리에게 충성 서약을 강제했다. 해석에 따라 차이가 있지만, 1638년 혹은 1648년에 예니체리 군단에서 데브쉬르메를 이용한 병력 충원이 공식적으로 종료되었다. 1666년에 제국령 유럽 지역에 발송된 공문서는 데브쉬르메의 징집 인원에 대해 발칸 지역을 통틀어서 고작 300여명의 인원만을 모집할 것을 요한다. 심지어 술탄 쉴레이만 2세가 즉위한 1687년에는 단지 130명의 징집병만이 예니체리 정규군으로 임관되었다. 이렇게 유명무실해진 데브쉬르메는 아흐메트 3세의 집권 초기에 이르러 공식적으로 폐지되었다.
1798년, 나폴레옹이 이집트를 침공한 이후로 셀림 3세의 집권하의 오스만에서는 개혁이 일었다. 이 개혁의 주된 목적은 1급 시민과 군인(예니체리)을 총칭하던 아스케리 계급의 규모를 축소하는 데 있었다. 하지만 이 개혁으로 인해 권력을 잃을 위기에 놓인 예니체리 군단의 쿠데타로 인해 술탄은 처형되었다. 술탄의 승계자였던 마흐무트 2세는 예니체리 군단의 쿠데타를 똑똑히 기억했고 따라서 보다 신중히 행동했다. 1826년에 그는 제국의 현대적인 군대의 근간이 되는 만수레 군단[[:en:Asakir-i Mansure-i Muhammediye]]을 만들어 예니체리 군단에 내분을 일으켰다. 당국은 이를 빌미로술탄에게 반발하는 예니체리 군단을 병영에 가둔 뒤, 수천에 달하는 이들을 학살했다.

## 같이 보기
- 중부 및 동부 유럽의 오스만 노예
- 예니체리
- 맘루크
- 길만
- 블랙 가드
- 카피 쿨루

### 내용주
1. ^ Known simply as "collecting" (devshirme) Ottoman دوشيرمه‎. In other languages, it is known as: παιδομάζωμα/Paedomazoma - collection of children; Մանկահավաք/Mankahavak′ - child-gathering; tribut de sânge; Danak u krvi, Данак у крви, Данок во крв/Danok vo krv, Кръвен данък/Kraven Danak - blood tax
2. ^ More classifications, such as the artillery and cannon corps, miners and moat diggers and even a separate cannon-wagon corps were introduced later on, but the number of people in these groups were relatively small, and they incorporated Christian elements.
3. ^ This levy exacted by early Ottoman governments on Balkan Christians remains a sore spot in Balkan historiography: While many contemporary Turks prefer to look at the process of recruitment as purely voluntary[5]

### 참조주
1. ↑  Nasuh, Matrakci (1588). “Janissary Recruitment in the Balkans”. 《Süleymanname, Topkapi Sarai Museum, Ms Hazine 1517》. 2018년 12월 3일에 원본 문서에서 보존된 문서. 2016년 11월 20일에 확인함.
2. 1 2  Finkel, Caroline (2007). 《Osman's dream : the story of the Ottoman Empire, 1300-1923》. Basic Books. 325쪽. ISBN 978-0465023967.
3. ↑  Ingvar Svanberg and David Westerlund, Islam Outside the Arab World, Routledge, 1999, p. 140
4. ↑  Hain, Kathryn. “Devshirme is a Contested Practice”. 《utah.edu》. University of Utah. 2020년 6월 13일에 확인함.
5. 1 2 3  James L. Gelvin (2016). 《The Modern Middle East: A History》. Oxford University Press. 80쪽. ISBN 978-0-19-021886-7.
6. ↑  Hanson, Victor Davis (2007년 12월 18일). 《Carnage and Culture: Landmark Battles in the Rise to Western Power》 (영어). Knopf Doubleday Publishing Group. ISBN 978-0-307-42518-8.
7. ↑  William L. Cleveland (2018년 5월 4일). 《A History of the Modern Middle East》. ISBN 9780429975134.
8. ↑  David Brewer. 《Greece, the Hidden Centuries: Turkish Rule from the Fall of Constantinople to Greek Independence》. 51쪽. The outsides would owe their position, and their continuance on it, solely to the Sultan, and so be more reliably loyal than Turks subject to influence from court factions.
9. ↑  Ahmad Feroz. 《The Making of Modern Turkey》. Routledge. 1820쪽. From the very beginning, the relationship between the ruler and his Turcoman allies was fraught with tension which undermined all attempts by the sultan to create a strong state. With the conquest of the Balkans, the sultan found that he could lessen his dependence on his Turcoman notables by creating a counter-force from among the Christians in the newly conquered territories.
10. ↑  William L Cleveland and Martin Bunt; William L. Cleveland (July 2010). 《A History of the Modern Middle East》. ReadHowYouWant.com. 115쪽. ISBN 978-1-4587-8155-0.
11. ↑  John K. Cox (2002). 《The History of Serbia》. Greenwood Publishing Group. 29쪽. ISBN 978-0-313-31290-8.
12. ↑  http://www.bbc.co.uk/religion/religions/islam/history/slavery_1.shtml#section_4; "...and point out that many Christian families were hostile and resentful about it—which is perhaps underlined by the use of force to impose the system.".
13. 1 2 3  Clarence-Smith, W. (2020). 《Islam and the Abolition of Slavery》. Hurst. 49쪽. ISBN 978-1-78738-415-6.
14. 1 2  Douglas E Stresusnd. 《Islamic Gunpowder Empires: Ottomans, Safavids, and Mughals》. 83쪽.
15. ↑  The New Encyclopedia of Islam, ed. Cyril Glassé, (Rowman & Littlefield, 2008), 129.
16. 1 2  R. M. Savory (편집.). 《Introduction ṭo Islamic Civilization》.
17. 1 2  Gillian Lee Weiss (2002). 《Back from Barbary : captivity, redemption and French identity in the seventeenth-and eighteenth-century Mediterreanean》. Stanford University. 32쪽. Many scholars consider that the "child levy" violated Islamic law.
18. 1 2  Halil Inalcik, "Ottoman Civilisation", p. 138, Ankara 2004.
19. ↑  Basgoz, I. & Wilson, H. E. (1989), The educational tradition of the Ottoman Empire and the development of the Turkish educational system of the republican era. Turkish Review 3(16), 15.
20. ↑  Peter F. Sugar (2012년 7월 1일). 《Southeastern Europe under Ottoman Rule, 1354-1804》. University of Washington Press. 56쪽. ISBN 978-0-295-80363-0.
21. ↑  Halil Inalcik, "Ottoman Civilisation", p138, Ankara 2004.
22. 1 2 3 4 5  Shaw 1976.
23. ↑  Papadopoulos I. Stefanos, "Account of paedomazoma in Thessaloniki during the first occupation of the city by the Turks, ... ", Thessaloniki, 1992, pp. 71-77 (Παπαδόπουλος Στέφανος Ι., Μνεία παιδομαζώματος στη Θεσσαλονίκη κατά την πρώτη κατοχή της πόλης από τους Τούρκους, Χριστιανική Θεσσαλονίκη ... (11ος-15ος μ.Χ.), Θεσσαλονίκη 1992, σ. 71-77). In Greek. "Paedomazoma" is the Greek term for Devsirme.
24. ↑  Zoras Th. Georgios, "Some accounts on Paedomazoma", Parnassos, vol. 4, 2 (1962), pp. 217 - (Ζώρας Θ. Γεώργιος, "Μαρτυρίαι τινές περί το Παιδομάζωμα" 보관됨 2021-01-23 - 웨이백 머신 In Greek. On the Axayioli poem, pp 217-221. On the letter of bishop of Chios, pp 221-223. Original letter in Italian.
25. 1 2  Taskin, U. (2008). “Klasik donem Osmanli egitim kurumlari – Ottoman educational foundations in classical terms” (PDF). 《Journal of International Social Research》 1 (3): 343–366.
26. ↑  Ortaylı, İlber (2016). 《Türklerin Tarihi 2》. Timaş Yayınları. 71쪽. ISBN 978-605-08-2221-2.
27. ↑  Jacques, E.E. (1995). 《The Albanians: An Ethnic History from Prehistoric Times to the Present》. Clinical Competence. McFarland & Company. 223쪽. ISBN 978-0-89950-932-7.
28. ↑  Detrez, Raymond (2014년 12월 18일). 《Historical Dictionary of Bulgaria》. ISBN 9781442241800.
29. ↑  Malcolm, Noel (1996). 《Bosnia: A Short History》. London: Papermac. 46쪽. ISBN 0-333-66215-6.
30. ↑  Zürcher, Erik (1999). 《Arming the State》. United States of America: LB Tauris and Co. Ltd. 5쪽. ISBN 1-86064-404-X.
31. ↑  Tavernier. Nouvelle Relation de L'ınterieur du Serrial du Grand Seigneur. 1678, Amsterdam.
32. ↑  Ágoston, Gábor (2014). “Firearms and Military Adaptation: The Ottomans and the European Military Revolution, 1450–1800”. 《Journal of World History》 25: 118. doi:10.1353/jwh.2014.0005.
33. ↑  The preaching of Islam: a history of the propagation of the Muslim faith By Sir Thomas Walker Arnold, pg. 130
34. ↑  Ottoman Empire and Islamic Tradition, Norman Itzkowitz, p. 49
35. ↑  Traian Stoianovich (2015년 5월 20일). 《Balkan Worlds: The First and Last Europe》. Routledge. 201쪽. ISBN 9781317476153.
36. ↑  Mansel, P. (2011). 《Constantinople: City of the World's Desire, 1453-1924》. John Murray Press. 26쪽. ISBN 978-1-84854-647-9. 2020년 6월 24일에 확인함.
37. ↑  Merry, B.; Greenwood Press (2004). 《Encyclopedia of Modern Greek Literature》. Greenwood Press. 197쪽. ISBN 978-0-313-30813-0. 2020년 6월 24일에 확인함.
38. ↑  Bator, R.; Rothero, C. (2000). 《Daily Life in Ancient and Modern Istanbul》. Cities through time. Runestone Press. 43쪽. ISBN 978-0-8225-3217-0. 2020년 6월 24일에 확인함.
39. ↑  “BBC - Religions - Islam: Slavery in Islam”. 《bbc.co.uk》. 2018년 4월 9일에 확인함.
40. ↑  Paul Wittek (1955). “Devs̱ẖirme and s̱ẖarī'a”. 《Bulletin of the School of Oriental and African Studies, University of London》 17 (2): 271-278.
41. ↑  Mikaberidze, Alexander (2011). 《Conflict and Conquest in the Islamic World: A Historical Encyclopedia [2 volumes]: A Historical Encyclopedia》. ABC-CLIO. 273쪽. ISBN 978-1-59884-337-8. This effectively enslaved some of the sultan's own non-Islamic subjects and was therefore illegal under Islamic law, which stipulated that conquered non-Muslims should be demilitarized and protected.
42. ↑  F .E Peters. 《The Monotheists: Jews, Christians, and Muslims in Conflict and Competition, Volume II: The Words and Will of God》. Princeton University Press. 122쪽.
43. ↑  Sami Zubaida. 《Law and Power in the Islamic World》. Bloomsbury Academic. 115쪽.
44. 1 2  William Gervase Clarence-Smith. 《Islam and the Abolition of Slavery》. 38-9쪽.
45. ↑  Hathaway, J. (2005). 《Beshir Agha: chief eunuch of the Ottoman imperial harem》. Makers of the Muslim World Series. Oneworld Publications. 4쪽. ISBN 978-1-85168-390-1.
46. ↑  Lewis, Bernard (1992). 《Race and Slavery in the Middle East: An Historical Enquiry》. Oxford University Press. 65쪽.
47. ↑  Encyclopædia Britannica. Eleventh Edition, vol. 15 and Encyclopaedia of Islam (Leiden Grill, 1967-97), vol. 4, art. 'Devshirme'. p 151.
48. ↑  John A. Fine - The Late Medieval Balkans: A Critical Survey pdf
49. ↑  Nasuh, Matrakci (1588). "Janissary Recruitment in the Balkans". Süleymanname, Topkapi Sarai Museum, Ms Hazine 1517
50. ↑  Basgoz, I. & Wilson, H. E. (1989), The educational tradition of the Ottoman Empire and the development of the Turkish educational system of the republican era. Turkish Review 3(16), 15
51. ↑  Perry Anderson (1979). Lineages of the Absolutist State. Verso. p. 366
52. ↑  Andrina Stiles, 'The Ottoman Empire: 1450-1700' (Hodder & Stoughton, 1989), pp. 66-73.
53. ↑  Shaw 1976, p. 114: Shaw states that the reason for this exemption may have been the recognition of both People as a separate Nation (none of the Balkan ethnic groups were recognized as such) or that both Jews and Armenians lived mostly in the major cities anyway.
54. ↑  Albertus Bobovius, who was enslaved by Crimean Tatars and sold into the palace in the seventeenth century, reports that both Armenians and Jews were exempt from the devshirme levy. He writes that the reason for this exemption of Armenians is religious: That Armenian Gregorian church was considered the closest to Christ's (and therefore Muhammed's) teachings.
55. ↑  Barkey, Karen (2008). 《Empire of difference : the Ottomans in comparative perspective》. Cambridge University Press. ISBN 9780521715331.
56. ↑  Kopper, Paul. “The Devshirme System, a Necessary Evil”. 《Academia.edu》. American Military University. 2020년 4월 8일에 확인함.:{{{1}}}
57. ↑  Basgoz, I. & Wilson, H. E. (1989). The educational tradition of the Ottoman Empire and the development of the Turkish educational system of the republican era. Turkish Review 3(16), 15.
58. ↑  Van Duinkerken, W. (1998). Educational reform in the tanzimat era (1839–1876): Secular reforms in tanzimat (Unpublished masters thesis, McGiIl University). Retrieved from http://digitool.library.mcgill.ca:1801/webclient/StreamGate?folder_id 보관됨 2012-03-28 - 웨이백 머신 =0&dvs=1248070802480~852
59. 1 2  Miller, B. (1973). The palace school of Muhammad the Conqueror (Reprint ed.). NY: Arno Press.
60. 1 2  Ipsirli, M. (1995). Enderûn. In Diyanet Islam ansiklopedisi (Vol. XI, pp. 185–187). Istanbul, Turkey: Turkiye Diyanet Vakfi.
61. ↑  Katheryn Hain, Devshirme is a Contested Practice(2012)[깨진 링크], Historia: the Alpha Rho Papers, vol. 2, p. 167, 168.
62. ↑  Horniker, A. N. (1944). The Corps of the Janizaries. Military Affairs 8(3), 177–04.
63. ↑  Ilgurel, M. (1988). Acemi Oglani. In Diyanet Islam ansiklopedisi (Vol. I, pp. 324–25). Istanbul, Turkey: Turkiye Diyanet Vakfi.
64. ↑  Cemal Kafadar. "The Question of Ottoman Decline." Harvard Middle Eastern and Islamic Review, vol. 4, no. 1-2, 1997-1998, pp. 52
65. ↑  Hubbard, Glenn and Tim Kane. (2013). Balance: The Economics of Great Powers From Ancient Rome to Modern America. Simon & Schuster. p. 152. ISBN 978-1-4767-0025-0
66. ↑  Zürcher, Erik (1999). 《Arming the State》. London and New York: LB Tauris and Co. Ltd. 80쪽. ISBN 1-86064-404-X.
67. 1 2 3  Murphey 2006.
68. ↑  Kinross, pp. 456–457.
69. ↑  Hubbard, Glenn and Tim Kane. (2013). Balance: The Economics of Great Powers From Ancient Rome to Modern America. Simon & Schuster. p. 153. ISBN 978-1-4767-0025-0

## 참고 문헌
- Nasuh, Matrakci (1588). “Janissary Recruitment in the Balkans”. 《Süleymanname, Topkapi Sarai Museum, Ms Hazine 1517》.
- Shaw, Stanford (1976). 《History of the Ottoman Empire and Modern Turkey, Volume I》. Cambridge: Cambridge University Press. ISBN 0-521-21280-4.
- Murphey, Rhoads (2006) [1999]. 《Ottoman Warfare, 1500-1700》. Routledge. ISBN 978-1-135-36591-2.

## 기타 자료
- “Islam and slavery: The persistence of history”. 《The Economist》. 2015년 8월 22일.